# سیاره گمشده
سیاره گمشده (به انگلیسی: Lost Planet) یک مجموعه بازی ویدئویی تیراندازی سوم شخص است که توسط کپ‌کام منتشر شده‌است. این مجموعه داستان چندین قهرمان در ای.دی. ان ۳، سیاره‌ای در جریان یک سیاره‌ی یخ زده را دنبال می‌کند و نشان می‌دهد که این قهرمانان چگونه با خطرها جنگیده و دوام می‌آورند و اجتماعاتی را روی سیاره به وجود می‌آورند.
این مجموعه شامل سه عنوان اصلی سیاره گمشده: وضعیت نهایی، سیاره گمشده ۲ و سیاره گمشده ۳ و مشتقی با نام ای.اکس. تروپرز است.
این مجموعه تا ۳۰ سپتامبر ۲۰۱۸ در تمام جهان، ۶٫۱ میلیون نسخه فروخته بود.